# Euphranta marginata
Euphranta marginata är en tvåvingeart som beskrevs av Hardy 1983. Euphranta marginata ingår i släktet Euphranta och familjen borrflugor. Inga underarter finns listade i Catalogue of Life.